# Саорж
Сао́рж (фр. Saorge) — горная деревня и коммуна в долине реки Ройя на юго-востоке Франции в регионе Прованс — Альпы — Лазурный берег, департамент Приморские Альпы, округ Ницца, кантон Конт. До марта 2015 года коммуна административно входила в состав упразднённого кантона Брей-сюр-Руайа (округ Ницца).
Одно из горных поселений, которые на Лазурном Берегу (во Французской Ривьере) называют «каменными гнёздами». Высота над уровнем моря — 520 метров. Площадь коммуны — 86,78 км², население — 431 человек (2006) с тенденцией к росту: 444 человека (2012), плотность населения — 5,1 чел/км².

## История
Первое упоминание относится к X веку.
Саорж считается одной из самых красивых деревень не только департамента Приморские Альпы, но и всей Франции. Первыми на этом месте поселились лигурийцы, их сменили римляне, римлян — франки. В Средние века деревния Саорж считалась одним из наиболее неприступных селений региона. Так же это выглядит и сегодня — узкие извилистые улочки, переходящие в каменные лестницы. Стоящие вплотную друг к другу дома, которые прилепились к склону над обрывом, как ласточкины гнёзда. Все строения относятся к XV—XVII векам.

## Население
Население коммуны в 2011 году составляло 446 человек, а в 2012 году — 444 человека.
| 1962 | 1968 | 1975 | 1982 | 1990 | 1999 | 2006 | 2011 | 2012 |
| ---- | ---- | ---- | ---- | ---- | ---- | ---- | ---- | ---- |
| 520  | 508  | 330  | 322  | 362  | 396  | 431  | 446  | 444  |

Динамика численности населения:

## Экономика
В 2010 году из 278 человек трудоспособного возраста (от 15 до 64 лет) 194 были экономически активными, 84 — неактивными (показатель активности 69,8 %, в 1999 году — 61,4 %). Из 194 активных трудоспособных жителей работали 158 человек (84 мужчины и 74 женщины), 36 числились безработными (20 мужчин и 16 женщин). Среди 84 трудоспособных неактивных граждан 15 были учениками либо студентами, 27 — пенсионерами, а ещё 42 — были неактивны в силу других причин.
На протяжении 2010 года в коммуне числилось 215 облагаемых налогом домохозяйств, в которых проживало 383,5 человека. При этом медиана доходов составила 14 тысяч 892 евро на одного налогоплательщика.

## Достопримечательности (фотогалерея)
Деревенская церковь Спасителя снаружи выглядит весьма скромно, но поражет пышным барочным декором интерьера. Установленный в церкви орган был в 1847 году изготовлен в Генуе, перевезён морем в Ниццу и затем на спинах мулов, по частям, был доставлен горными тропами в Саорж.
На южной окраине деревни находится францисканский монастырь. С 1969 года монастырь этот вновь действующий.
В Саорж ведет хорошая автомобильная дорога N 204, но в саму деревню она не заходит. Тем, кто хочет попасть в Саорж, придётся преодолеть некоторое расстояние пешком. Есть и железнодорожный вокзал — в расположенном в двух километрах селении Фонтан.
- Вид на коммуну
- Вид на церковь и часовню
- Итерьер монастырской церкви
- Часовня
- Автомагистраль №204: мост и тоннель
- Виадук над рекой Ройя
- Руины шато
- Здание мэрии